# Эскориал
Монастырь Эскориа́л (исп. El Escorial) — монастырь, основанный во второй половине XVI веке орденом святого Иеронима, общей площадью 33327 м2. Является примером одной из ранних построек в стиле эрререско. В разработке проекта которого, принимали участие король Филипп II и Хуан Батиста Толедо.
В комплекс зданий монастыря входят базилика, пантеон, библиотека, колледж, монастырь и дворец-резиденция испанской королевской семьи. Расположен в автономном сообществе Мадрид, городе Сан-Лоренсо-де-Эль-Эскориаль на южном склоне горы Абантос, у подножия гор Сьерра-де-Гвадаррама.
В настоящее время монастырь находится под покровительством ордена святого Августина и в ведении национального наследия Испании. С 1984 года монастырь, вместе с комплексом построек, является объектом всемирного наследия ЮНЕСКО.

## Строительство

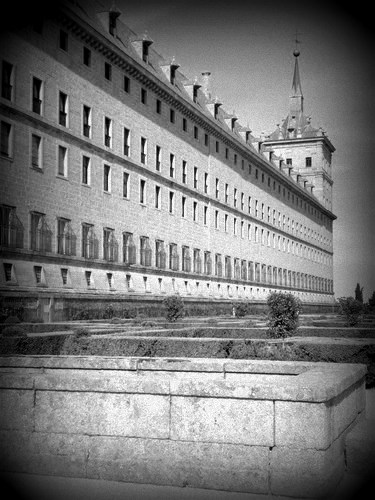
Эскориал

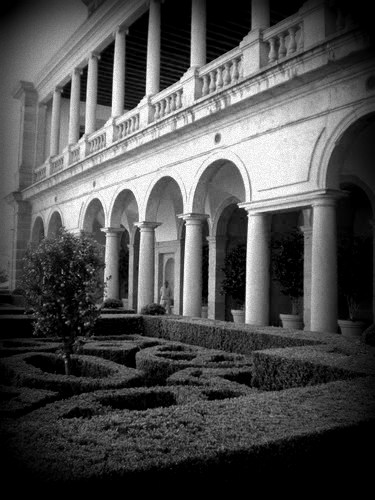
Эскориал

10 августа 1557 года армия Филиппа II разбила французов в битве у Сен-Кантена во Фландрии. Во время сражения был разрушен монастырь св. Лаврентия, которого почитали испанцы. На этом месте Филипп II решил построить монастырь в честь святого.
Новый дворцовый комплекс должен был олицетворять силу испанской монархии и испанского оружия, напоминая о победе испанцев при Сан-Кантене. Постепенно планы разрастались, равно как и значимость сооружения. В нём было решено воплотить завет Карла V — создание династического пантеона, а также, объединив монастырь с королевским дворцом, в камне выразить политическую доктрину испанского абсолютизма. Король послал двух архитекторов, двух учёных и двух каменотёсов подыскать место для нового монастыря так, чтобы оно было не слишком жарким, не слишком холодным и не слишком далёко от новой столицы. После целого года поисков они оказались там, где сейчас находится Эскориал.
Кроме своего пристрастия к св. Лаврентию Филипп II отличался погружённостью в себя, меланхоличностью, глубокой религиозностью и слабым здоровьем. Он искал место, где мог бы отдохнуть от забот короля самой могущественной империи мира. Он хотел жить в окружении монахов, а не придворных; кроме королевской резиденции Эскориал должен был стать в первую очередь монастырём ордена св. Иеронима. Филипп II говорил, что он хотел «построить дворец для Бога и лачугу для короля». Филипп не разрешал никому составлять свою биографию при жизни: в сущности, он написал её сам, и написал в камне. Победы и поражения империи, последовательность смертей и трагедий, одержимость короля учением, искусством, молитвами и управлением государством — всё это нашло отражение в Эскориале. Центральное положение огромного собора символизирует веру короля в то, что во всех политических действиях нужно руководствоваться религиозными соображениями.
Первый камень был заложен в 1563 году. Строительство продолжалось 21 год. Главным архитектором проекта сначала был Хуан Баутиста де Толедо, ученик Микеланджело, а после его смерти в 1569 году завершение работ поручили Хуану де Эррере, которому принадлежат идеи окончательной отделки. Комплекс представлял собой почти квадратное сооружение, в центре которого располагалась церковь, к югу — помещения монастыря, к северу — дворец; для каждой из частей предусматривался свой внутренний двор. В плане комплекс представляет собой решётку в память o той, на которой был сожжён Св. Лаврентий.
Филипп следил за всеми этапами проектирования и строительства. Большое значение с концептуальной точки зрения имел выбор архитектурного стиля. Филиппу II нужно было подчеркнуть разрыв со средневековым прошлым и европейское значение своей державы. Этому требованию в наибольшей степени соответствовал стиль архаизированной ренессансной архитектуры.
Для внутреннего убранства использовались лучшие материалы и были собраны лучшие мастера полуострова и других стран. Деревянная резьба была выполнена в Куэнке и Авиле, мрамор привезён из Арасены, скульптурные работы были заказаны в Милане, бронзовые и серебряные изделия изготовлялись в Толедо, Сарагосе, Фландрии. 13 декабря 1584 года был уложен последний камень в здание комплекса. После этого за работу взялись художники и декораторы, среди которых были итальянцы П. Тибальдини, Л. Камбьязо, Ф. Кастелло и др.

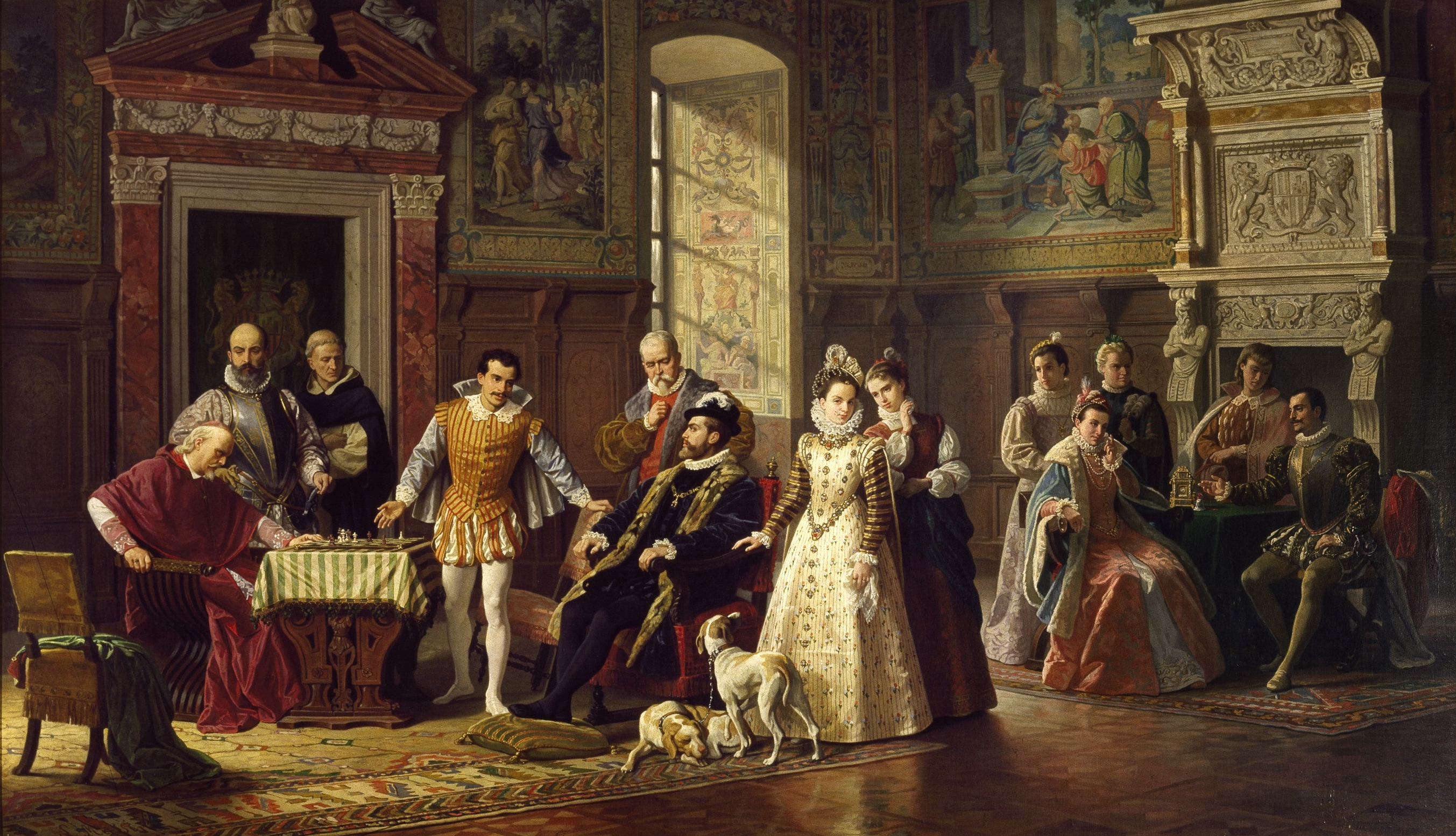
Луиджи Муссини. Шахматный турнир при дворе короля Испании. 1883

И после окончания строительства Филипп II не оставлял своими заботами Эскориал. Здесь он собрал большое количество работ испанских и европейских живописцев, сюда свозились ценные книги и рукописи. Уже после смерти Филиппа II коллекции продолжали пополняться его наследниками, и теперь Эскориал хранит работы Тициана, Эль Греко, Сурбарана, Риберы, Тинторетто, Коэльо. В Эскориале по инициативе Филиппа II в 1575 году состязались в шахматном искусстве лучшие испанские шахматисты (Руй Лопес де Сегура и Альфонсо Серон) и итальянские мастера (Джованни Леонардо Ди Бона и Паоло Бои). Это состязание часто называют первым в истории международным шахматным турниром. Интерьеры Эскориала на картине «Шахматный турнир при дворе короля Испании» запечатлел художник-академист Луиджи Муссини.
Покои короля, в противоположность роскоши больших военных залов и мрачной пышности пантеона, были отделаны крайне просто. Кирпичные полы, гладкие белёные стены — это было выдержано более в традиционном духе испанских жилищ и, кроме того, отвечало сотворённому образу Филиппа-монарха.

## Архитектура

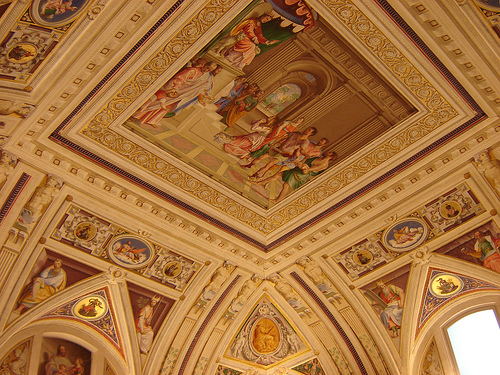
Потолочная живопись во дворце Эскориал

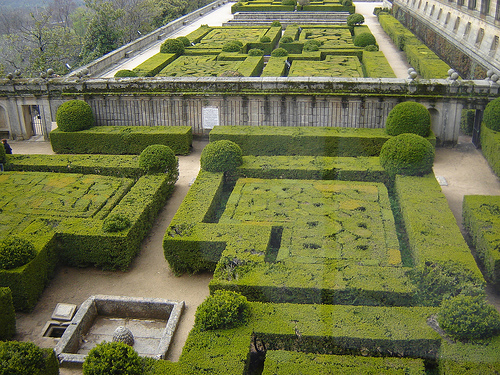
Сад при дворце во французском стиле

Эскориал блестяще воплотил заложенные в нём идеи. Воздвигнутый из светлого песчаника в ясных и строгих формах, он высится на фоне горной зелени так же спокойно и уверенно, как смотрит на нас Филипп II с портрета Коэльо. Удивительно соответствие формы каждого из сооружений своему назначению: простота королевских покоев, светлый и высокий интерьер церкви, лёгкий строй аркад в библиотеке, мрачное великолепие усыпальницы. Внутренние дворы с зеленью как бы разрежают камень и впускают горный свет в покои. Недаром Филипп II так любил своё детище. Сюда он приказал перевезти его при приближении смерти. Эскориал стал образцом дворцовых комплексов, которому подражали или от которого отталкивались последующие испанские короли.
Эскориал представляет собой прямоугольник 208 × 162 м. В нём 15 галерей, 16 патио (внутренних двориков), 13 часовен, 300 келий, 86 лестниц, 9 башен, 9 органов, 2673 окна, 1200 дверей и коллекция из более чем 1600 картин.
Северную и западную стены монастыря окружает большая площадь, называемая лонха (исп. lonja), а с южной и восточной стороны расположены сады, откуда открывается великолепный вид на монастырские поля, плодовые сады и окрестности за ними. Этим видом любуется и статуя короля Филиппа II в саду Фрайлес (исп. Jardin de los Frailes), где монахи отдыхали после своих трудов. Справа от сада находится галерея для выздоравливающих.

## Музеи
В Эскориале находятся два больших Новых музея. В одном из них представлена история строительства Эскориала в рисунках, планах, строительных инструментах и масштабных моделях. Во втором, в девяти комнатах, хранятся полотна XV—XVII веков начиная от Босха до Веронезе, Тинторетто и Ван Дейка, а также художников испанской школы. Особенно полно представлены художники фламандской школы и Тициан, придворный художник Карла V.

## Пантеон

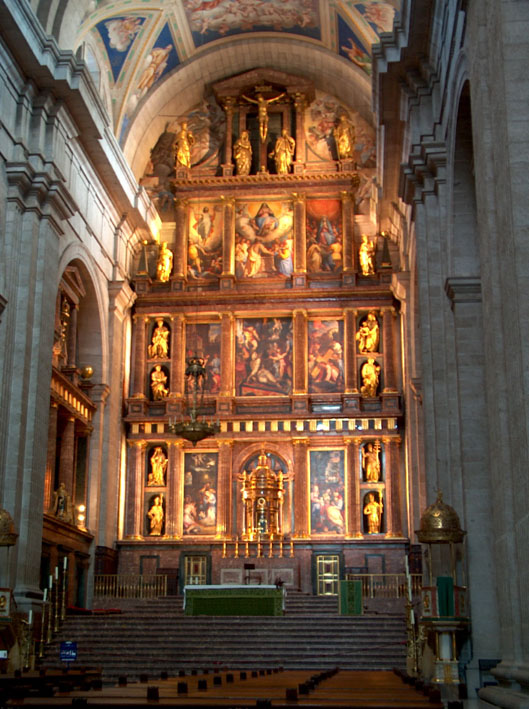
Ретабло в базилике Эскориала

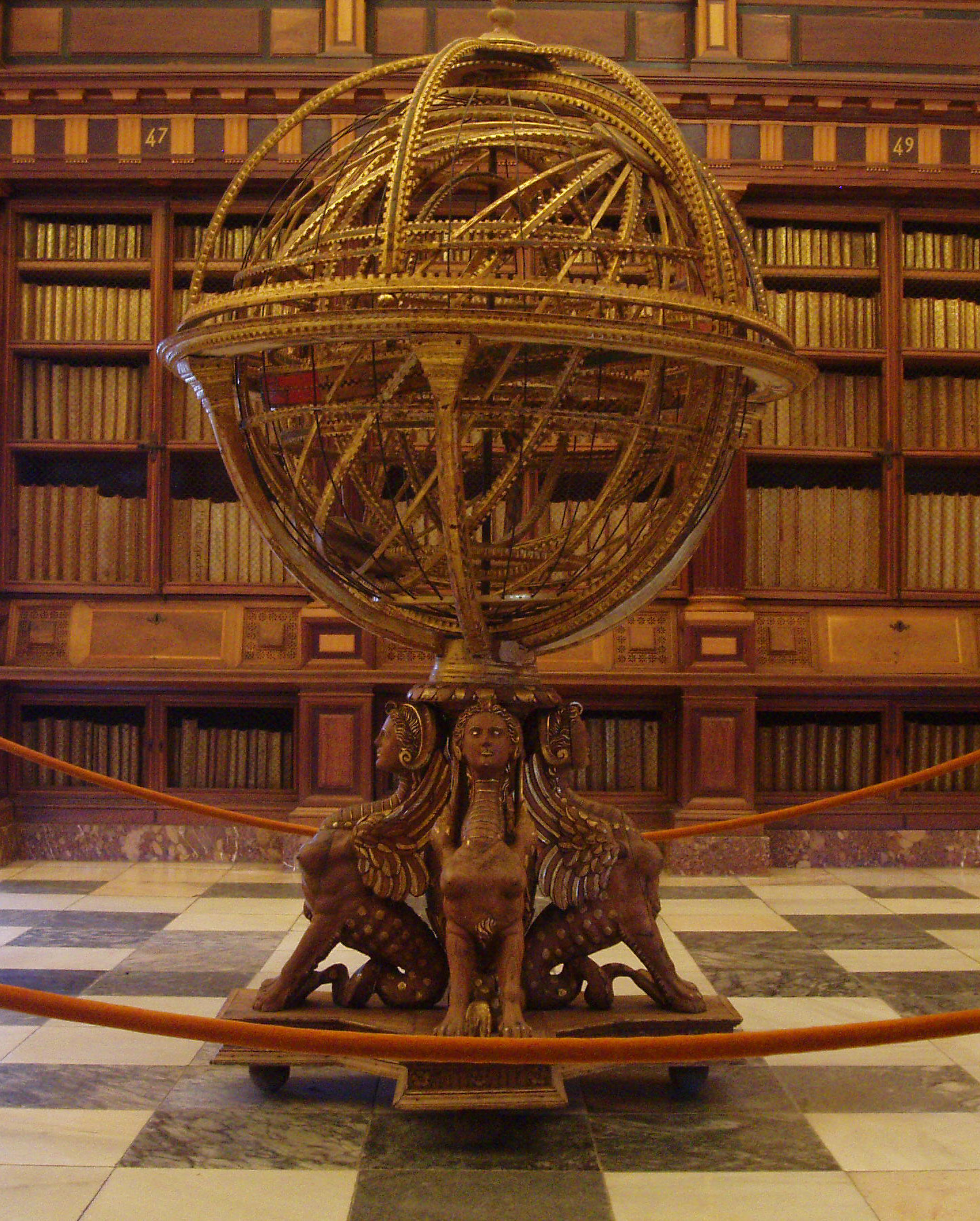
В библиотеке Эскориала

Одна из целей строительства Филиппом II Эскориала — создание мавзолея для его отца, императора Карла V, чьи останки были перенесены сюда в 1586 году. Однако великолепный пантеон в бронзе, мраморе и яшме был сооружён в крипте церкви только при Филиппе III в 1617 году. Здесь покоится прах всех королей Испании, начиная с Карла V, кроме Филиппа V, который терпеть не мог мрачности Эскориала и завещал похоронить его в Сан-Ильдефонсо, и Фердинанда VI, чья могила находится в Мадриде. Королевы, которые дали жизнь наследникам мужского пола, также захоронены здесь. Напротив находится возведённый в XIX веке Пантеон принцев, где хоронят принцев, принцесс и королев, чьи дети не унаследовали трона.
Три гробницы в Эскориале пустуют, но подготовлены для погребения трёх уже умерших членов королевской семьи, тела которых, по обычаю, сейчас покоятся в специальной камере, называемой pudridero, куда допускаются только монахи монастыря Эскориала. Эти трое — супруга Альфонсо XIII Виктория Евгения Баттенбергская, их сын Хуан Бурбон и его супруга Мария де лас Мерседес (отец и мать бывшего короля Хуана Карлоса). По правилам они не должны быть похоронены в королевском пантеоне, однако для них сделано исключение. Больше свободных гробниц в королевском пантеоне нет, и остаётся темой для споров, где будут похоронены нынешние король и королева и их наследники.

## Собор
Фрески на потолке и вдоль 43 алтарей написаны испанскими и итальянскими мастерами. Главное ретабло (заалтарный образ) спроектировал сам архитектор Эскориала Хуан де Эррера; между яшмовыми и мраморными колоннами размещены картины сцен из жизни Христа, Девы Марии и святых.
На другой стороне находятся королевские места и скульптуры Карла V, Филиппа II и их семейств за молитвой.

## Библиотека
Библиотека Эскориала уступает только ватиканской и хранит рукописи св. Августина, Альфонсо Мудрого и св. Терезы.
Здесь находится крупнейшее в мире собрание арабских манускриптов, иллюстрированных сборников гимнов и работ по естественной истории и картографии начиная со средневековья.
Папа Григорий XIII провозгласил, что каждый укравший книгу отсюда будет отлучён от церкви.
Это единственная библиотека в мире, где книги ставятся корешками внутрь, чтобы лучше сохранялись древние украшения переплётов.
Сейчас большинство из выставленных книг — копии оригиналов.
Цикл фресок, созданных в 1586 году итальянским живописцем Пеллегрино Тибальди и его двоюродным братом Андреа, символизирует семь наук: грамматику, риторику, диалектику, арифметику, геометрию, астрономию и музыку. Двум главным наукам, теологии и философии, посвящены композиции на торцевых стенах.
Во время царствования Бурбонов часть жилых помещений была перестроена и вблизи монастыря возведены два небольших дворца, используемых как охотничьи и домики для гостей.
В библиотеке Эскориала служил известный испанский арабист Конде.

## Отзывы
В то время, как некоторые прославленные посетители восторженно отзывались о великолепии Эскориала, других грандиозность собора скорее подавляла. Французский писатель и интеллектуал Теофиль Готье писал: «В соборе Эскориала чувствуешь себя таким ошеломлённым, таким сокрушённым, таким подверженным меланхолии и подавленным несгибаемой силой, что молитва кажется полностью бесполезной».

## Эль-Эскориал
Рядом с ансамблем монастыря Эскориал возник город Сан-Лоренсо-де-Эль-Эскориаль. Численность населения по данным на 2011 год составляет около 19 тыс. человек.